# Bembidion temperans
Bembidion temperans är en skalbaggsart som beskrevs av Thomas Casey. Bembidion temperans ingår i släktet Bembidion och familjen jordlöpare. Inga underarter finns listade i Catalogue of Life.